# Pic à oreillons bruns
Pardipicus caroli
Espèce
Statut de conservation UICN

 LC  : Préoccupation mineure
Le Pic à oreillons bruns (Pardipicus caroli) est une espèce africaine d'oiseaux de la famille des Picidae.

## Répartition
Cet oiseau se rencontre en Angola, au Cameroun, en Côte d'Ivoire, au Gabon, au Ghana, en Guinée, en Guinée équatoriale, au Kenya, au Liberia, au Nigeria, en Sierra Leone, au Mozambique, en République centrafricaine, en République du Congo, en République démocratique du Congo, au Soudan du Sud, au Soudan, en Tanzanie, en Ouganda et en Zambie.

## Liste des sous-espèces
Selon GBIF (23 février 2024) :
- Pardipicus caroli arizelus (Oberholser, 1899)
- Pardipicus caroli caroli (Malherbe, 1852)

## Classification
Le nom valide complet (avec auteur) de ce taxon est Pardipicus caroli (Malherbe, 1852).
L'espèce a été initialement classée dans le genre Chloropicus sous le protonyme Chloropicus caroli Malherbe, 1852.
Ce taxon porte en français le nom vernaculaire ou normalisé suivant : Pic à oreillons bruns.
Pardipicus caroli a pour synonymes :
- Chloropicus caroli Malherbe, 1852[3]
- Campethera caroli (Malherbe, 1852)[2]